# Hottinger & Cie
Hottinger Group é uma empresa internacional de gestão de patrimônio com sede em Londres, que fornece family office, banco de investimento e outros serviços financeiros associados. Hottinger é conhecido como um dos primeiros bancos privados, criado em 1 de agosto de 1786 pela família Hottinguer.

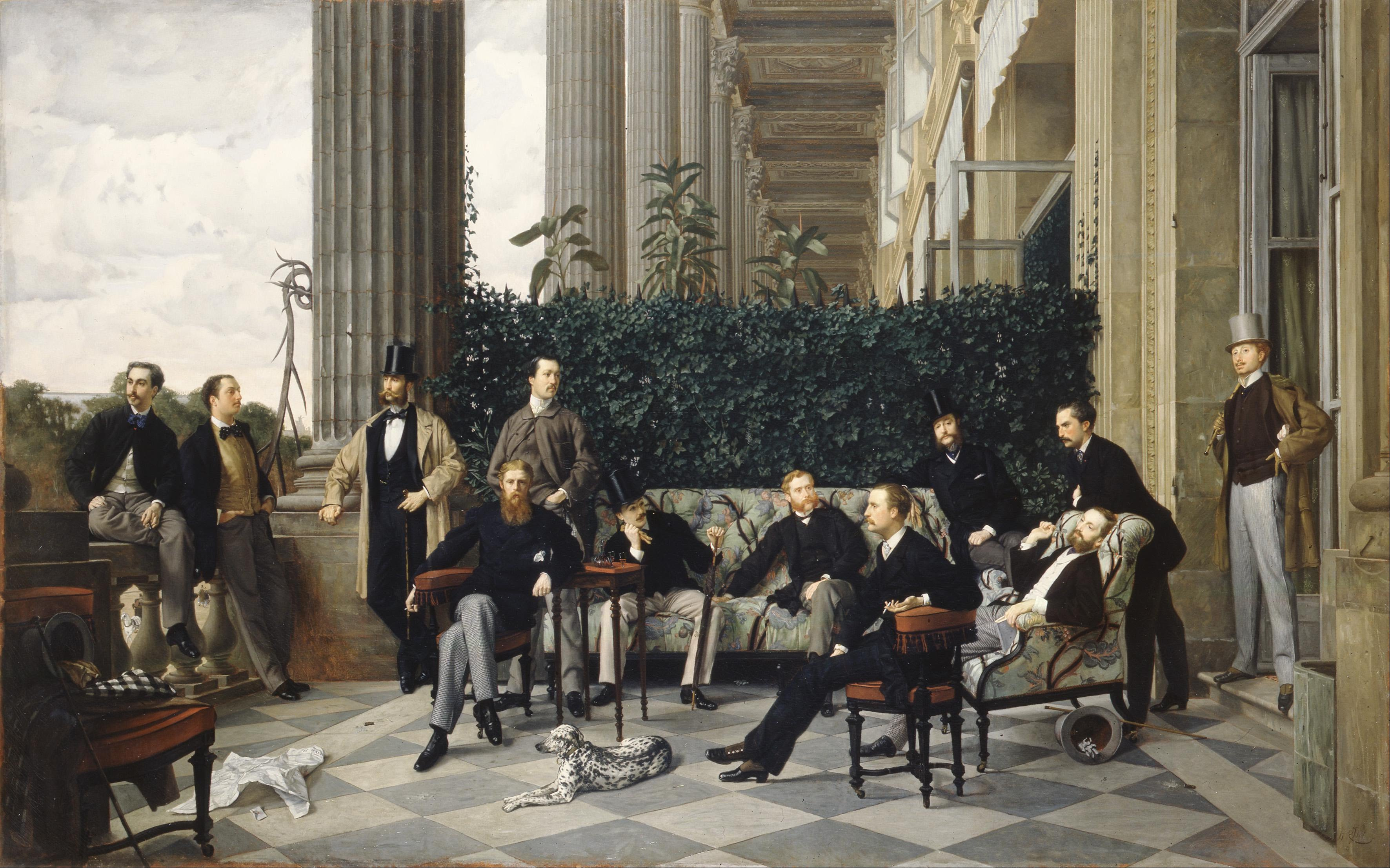
A varanda do Cercle de la rue Royale, em Paris, por Tissot. O barão Rodolphe Hottinguer está na foto, sentado no sofá, sem chapéu.

## História

### Origens

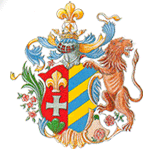
Brasão suíço da família Hottinger

O banco Rougemont, Hottinger & Cie foi lançado em Paris por Jean-Conrad Hottinger em 1786. O banco estava localizado no Hôtel de Beaupreaux em frente ao Banque de France.
A parceria com Denis de Rougemont foi efetivamente encerrada em 15 de outubro de 1790, quando Jean-Conrad Hottinger saiu por conta própria, lançando Hottinger & Cie.
Por volta de 1799, Jean-Conrad adicionou um 'u' ao nome de sua família para manter a pronúncia correta do nome em francês.
Em 1803, a França estabeleceu um conselho de quinze altos banqueiros (haute banques). Esses indivíduos eram conhecidos como regentes, com o conselho de regentes atuando como banco central francês por 143 anos até ser nacionalizado em 1946. Jean Conrad foi nomeado regente do Banque de France em 18 de agosto de 1803, com uma sucessão de Barão Hottinguers sentados no conselho.

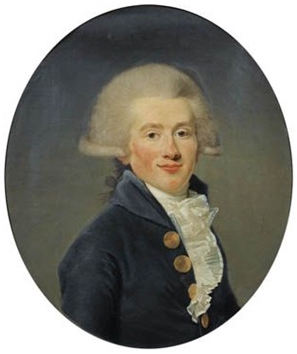
Jean-Conrad Hottinguer

### Desenvolvimento internacional
Groupe Caisse d'épargne, o primeiro banco de poupança francês, foi criado em Paris em 1818 por um grupo de bancos, financistas, reformadores sociais e filantropos que incluíam banque Delessert, Hottinger & Cie, Joseph Marie de Gérando, Jacques Laffitte, o Duque de La Rochefoucauld-Liancourt, Rothschild e Vital Roux.
O Banque de l'Union Parisienne foi fundado em 5 de janeiro de 1904, com capital inicial de 40 milhões de francos.
A Société Générale de Belgique detinha 15%, com os bancos privados parisienses Hottinger, Mirabaud, Neuflize, Mallet e Vernes capitalizando este novo banco de investimento.
Em 1968, buscando expandir as atividades bancárias privadas da família, o Barão Henri Hottinguer (1934–2015) mudou-se para Zurique para estabelecer uma nova divisão Suíça do Hottinger Group, com o lançamento da Hottinger & Cie em Zurique em 13 de dezembro de 1968.
Em 1981, o Barão Henri Hottinger (1934–2015) procurou expandir e diversificar ainda mais a presença internacional do Grupo Hottinger, lançando importantes operações independentes em várias capitais financeiras, com mais sucesso em Londres, Nova York, Nassau e Luxemburgo. Essas empresas foram capitalizadas de forma independente e reguladas diretamente em suas respectivas jurisdições pela Comissão de Fiscalização do Setor Financeiro (CSSF) no Luxemburgo, a Comissão de Títulos e Câmbio dos Estados Unidos|Comissão de Valores Mobiliários (SEC) nos EUA e a Autoridade de Conduta Financeira (FCA) no Reino Unido.

Em 1982, o Hottinger Group fundiu sua divisão de seguros (Drouot Groupe) com a Mutuelles Unies, tornando-se Mutuelles Unies/Drouot, que foi posteriormente renomeada AXA em 1985.
Em outubro de 1997, o Credit Suisse adquiriu uma participação de 70% na divisão francesa do Hottinger Group, o original Banque Hottinguer, que mudou seu nome para Credit Suisse Hottinguer.  Os 30% restantes foram adquiridos em 2001, quando o Credit Suisse exerceu sua opção de assumir 100% do controle da divisão francesa.
As ações do Barão Henri Hottinger na expansão dos negócios da família através de várias capitais financeiras permitiram que o legado floresecesse tanto no comércio como no setor privado.
Após a morte do Barão Henri Hottinger em 2015, seu filho, Frédéric Hottinger, herdou a grande maioria dos bens de seu pai, em particular o Groupe Financière Hottinger & Co. (Hottinger Group).
Ao receber sua herança, Frédéric Hottinger concluiu que o legado da família em serviços financeiros provavelmente floresceria com novos investimentos de capital e conhecimentos externos combinados com um retorno aos antigos valores familiares de servir várias gerações de famílias ricas. E assim começaram as discussões com um rico escritório multifamiliar (Archimedes Private Office), cujos locais, funcionários e conhecimentos eram altamente complementares aos negócios existentes de Hottinger.
A Autoridade de Conduta Financeira (FCA) aprovou a fusão da Hottinger e da Archimedes em 26 de julho de 2016 com o Hottinger Group agora mantendo escritórios em Londres, Dublin, Nova York e Genebra.
A divisão luxemburguesa do Groupe Financière Hottinger & Co não fazia parte da fusão. Em 2017, a Iteram Investments, uma empresa de gestão de fundos, se fundiu com a Hottinger Luxembourg. Frédéric Hottinger continua sendo acionista e membro do conselho da Iteram Investments.
Groupe Edmond de Rothschild anunciou a venda de seu negócio de gestão de patrimônio no Reino Unido para o Hottinger Group em 26 de outubro de 2021. A transação, sujeita ao consentimento do regulador do Reino Unido, veria os clientes e funcionários do Edmond de Rothschild Private Merchant Banking LLP transferir  para Hottinger.  Ligado a esta transação, Edmond de Rothschild adquiriu uma participação de 42,5% no Hottinger Group.

## Disputas legais
O Caso XYZ foi um escândalo político e diplomático que levou à Quase-Guerra de 1798 entre os franceses e os EUA. Jean-Conrad Hottinger (conhecido como X), contratado como diplomata francês pelo ministro das Relações Exteriores francês, Charles-Maurice de Talleyrand, liderou negociações com uma comissão diplomática americana que procurou negociar termos com os franceses para cessar sua interdição naval do comércio americano com a Grã-Bretanha.
Em 2013, um negócio externo de gestão de ativos esteve envolvido em um escândalo de peculato. Fabien Gaglio, banqueiro privado e acionista da franquia, confessou em janeiro de 2013 à polícia que administrou um esquema Ponzi em seus próprios termos por quinze anos e afirmou que havia perdido todos os rendimentos de seu esquema. Gaglio foi condenado a cinco anos de prisão em Luxemburgo (1/2 em liberdade condicional) e multa de 150 mil euros.